# ディーリー・プラザ
ディーリー・プラザ（Dealey Plaza）は、テキサス州ダラス市ダウンタウンのウエスト・エンド地区にある都市公園である。ここは「ダラスの発祥地」と呼ばれることがあり、また1963年11月22日に起きたケネディ大統領暗殺事件の現場となった。ディーリー・プラザ歴史地区は、暗殺地点から見えるディーリー・プラザ、公道、付近の建物や構造物（目撃者の場所や暗殺者がいた可能性ありと認定された場所を含む）を保護するため、1993年にアメリカ合衆国国定歴史建造物地区に指定された。

## 国定歴史建造物
ディーリー・プラザ歴史地区は1993年にアメリカ合衆国国定歴史建造物地区(NRHP)に追加され、同年に国定歴史建造物に指定された。旧郡裁判所は、個別で国家歴史登録財に掲載されており、また州の古文化財建造物(SAL)および記録に残るテキサス州歴史建造物(RTHL) にも指定されている。同地区内に追加した施設もRTHLである。この歴史地区内にある貢献的財産(Contributing property) および重要な建物は次のとおり:28。
貢献的財産のビル 
 

旧ダラス郡裁判所

- テキサス教科書倉庫 （RTHL #6895, 1981年。エルム通り411番地）- 現在はダラス郡の行政ビル(Dallas County Administration Building)として知られているこの7階建ての建物は、リー・ハーヴェイ・オズワルドがノース・ヒューストン通りの建物6階の南東角の窓からケネディ大統領を射殺した場所である。この建物には、同事件に関するシックスフロア博物館がある[4][3]:11-16。

- ダルテックス・ビル（英語版）（エルム通り501番地）- この7階建ての建物は、テキサス教科書倉庫からノース・ヒューストン通りを渡ったすぐ東に鎮座しており、ディーリー・プラザの斜向かいにある。この建物は1904年に建設され、パシフィックアベニューの北側に3階建ての別館を有する[3]:17-18。

- ダラス郡レコードビル(RTHL #6668,1985年。メイン通り509番地）- 元々のレコードビルは旧レコード通りだったものに沿ってエルムとメインの間の都市ブロックの半分を占めており、現在は東にファウンダーズ・プラザ部分がある。建物はゴシック様式の細かい装飾が施された石灰岩が特徴的で、1928年に完成した[3]:19。

- ダラス郡レコードビル別館（エルム通り500番地）- レコードビル別館は、エルム通り沿いのダルテックス・ビルに面した位置に、主要のファサードがある。7階建ての別館は、本館があるブロックの北西角区画を占め、ノース・ヒューストン通りをまたいだ西にディーリー・プラザを見下ろしている。この建物は南側にローディングドックがある[3]:19。

- ダラス郡刑事裁判所ビル（RTHL #6667, 1986年。メイン通り501番地）- 刑事裁判所ビルは、1913年から1915年の間に建設された8階建てのルネッサンス・リバイバル建築の建物である。その主要なファサードはメイン通りに面しており、第2のファサードがノース・ヒューストン通りおよびディーリー・プラザに面したところにある。 そこはレコードビル本館にすぐ隣接したブロックの南西角区域にあり、別館のローディングドックによってレコードビル別館と分離されている[3]:20。

- 旧ダラス郡裁判所（英語版） (NRHP #76002019, 1976年。SAL #8200000203, 1981年。RTHL #6811, 1977年。サウス・ヒューストン通り100番地）- ロマネスク・リヴァイヴァル建築の裁判所ビルは1890年から1892年にかけて同郡6番目の裁判所として建設された。この建物はサウス・ヒューストン通りの東側、メイン通りとコマース通り間のブロックにあるディーリー・プラザの真向かいにある。「オールドレッド裁判所(Old Red Courthouse)」としても知られており、ペコス（テキサス州の地名）の赤色砂岩とリトルロック（同じく地名）の青色花崗岩でできている。この3階建ての建物は、中央118フィート(36m)のメイン柱状塔と共に入り口4ヵ所それぞれに18フィート(36m)のテキサス花崗岩の円柱が2本あるのが特徴となっている。この建物には現在、ダラス郡の歴史と文化についてのオールドレッド博物館がある[3]:20-22。

- アメリカ合衆国郵便局ターミナル別館（サウス・ヒューストン通り207番地）- 控えめなアール・デコで古典的スタイルなこの構造物は、ニューディール政策の公共事業として1937年に建設された。 一般入り口である主要なファサードは、サウス・ヒューストン通りの西側沿いでコマース通りとジャクソン通りの間にある。ビルの裏手には鉄道線に沿った荷役ベイがあり、同ビルの初期10年の間に大量の郵便物が主に鉄道で輸送された。建物の南側には貨物トラック向けの荷役ベイが並んでいる。5階建ての建物のロビーには、芸術家ピーター・ハード（英語版）による2つの巨大壁画がある。この建物には現在、連邦政府の事務所がある[3]:22-23。

- パシフィックアベニュー付近の鉄道敷地内にある、ユニオン・ターミナル・カンパニー（英語版）の信号塔 - 白塗りの化粧しっくいで覆われたこの2階建のコンクリート塔は1916年に建設された。この建物は教科書倉庫西側の鉄道敷地内にあり、幅広い張り出し（英語版）を持つ寄棟造の屋根が特徴である。1階は東から出入りでき、機械装置を格納している。2階には南から階段で上がれて、集中切り替えを行うコンソール（コンピュータ制御卓）があり、窓が全ての側面を見下ろしている[3]:24-25。

貢献的財産の場所

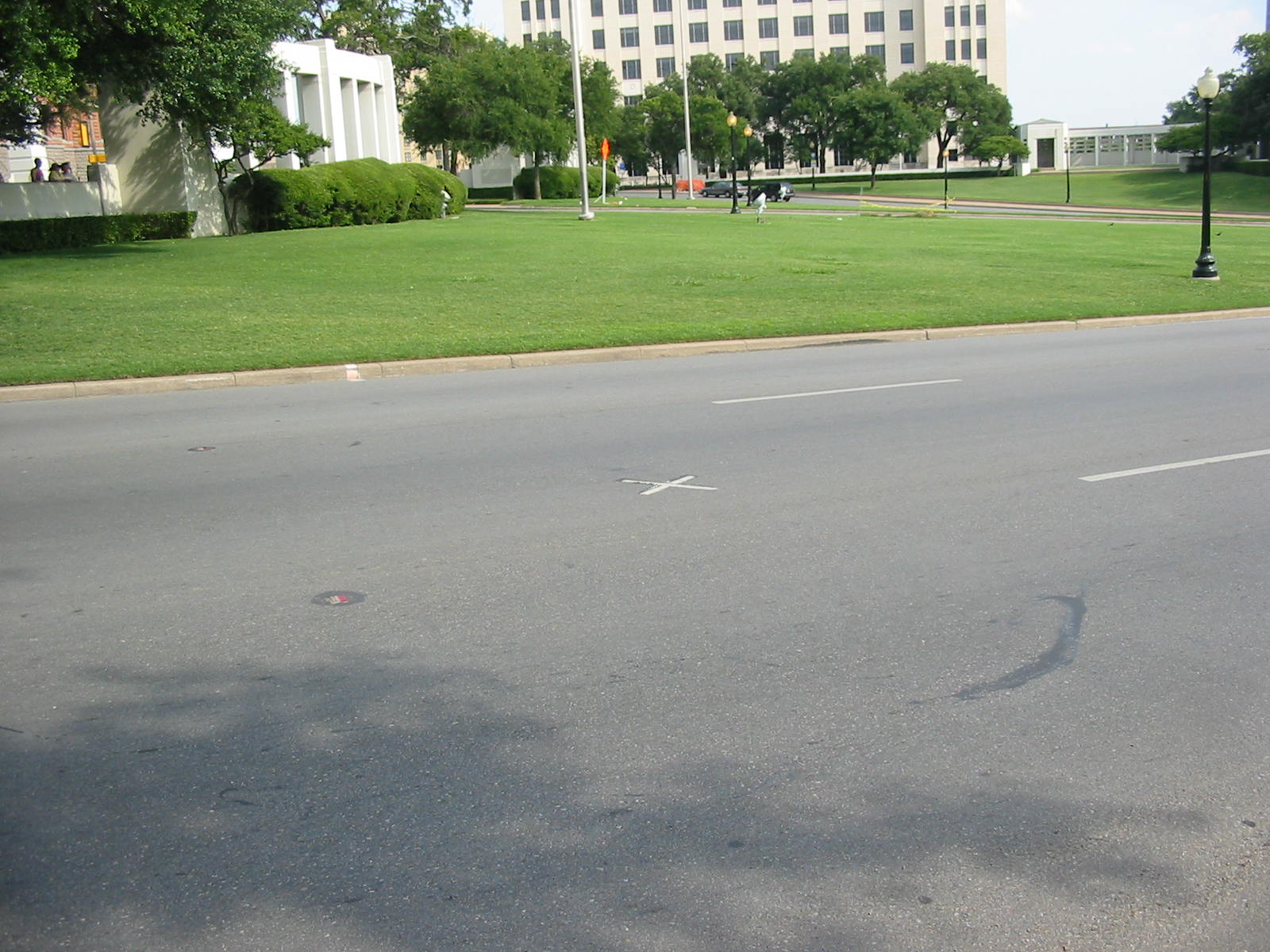
ケネディ暗殺地点にある道路の×印

- ケネディ暗殺地点、ノース・ヒューストン通りと3本の高架下道路（トリプル・アンダーパス、後述）の間にあるエルム通り - エルム通りに舗装してある白い「X」は、ケネディ大統領が致命的な銃弾を受けた地点を記したものである。

- ミズーリ・カンザス・テキサス(MKT)鉄道敷地、エルム通りとパシフィック・アベニューの間にあるノース・ヒューストン通りの西側 - 南北に走る6本の鉄道路線は、トリプル・アンダーパスの地点で4本に合流する。カーブした5つの引込み線は撤去されて以来、駐車場に置き換わっている。教科書倉庫の西側および北側に延びる敷地には、信号塔（信号とポイントを切り替えるための建物）と小さな事務所または小屋がある[3]:23-25。

貢献的財産の構造物
- ディーリー・プラザのヒューストン通り沿いにあるリフレクティング・プールとコロネード - 2つのリフレクティング・プールが、同プラザ内のメイン通りからプラザの端までヒューストン通りに沿って広がっている。どちらのプールも、メイン通り付近の端は矩形で、逆側の端は縁に沿った楕円形である。各リフレクティング・プールの西に沿って、端に柱塔がある湾曲したコンクリート製のコロネードが伸びている。プールとコロネードの間には楢の木を植えたコンクリート製のプランターがある。メイン通り北側のプランターボックスから東は、背の高い目盛り付きのオベリスクがある。オベリスクのすぐ西側には、ケネディ大統領のダラス訪問を描写している赤色花崗岩に据えられた浅浮き彫りのブロンズマーカー[注釈 3]がある[3]:6,9。

- ディーリー・プラザのエルム通り沿いおよびコマース通り沿いにあるパーゴラ - 1つがエルム通りの北側に、もう1つがコマース通り南側にあるコンクリートの円柱でできた2つのパーゴラは、ディーリー・プラザの一部分をなす対称的な門で、トリプルアンダーパスに近づくにつれてエルムとコマース（のパーゴラ）はメイン通りの方へと収束していく。どちらのパーゴラも、通りから近づくと草の斜面を上がる幅広い階段でたどり着く。グラシー・ノール（後述）に隣接した場所にあるエルム通りのパーゴラには、ダラスの創始者ジョン・ニーリー・ブライアン（英語版）を讃える歴史的マーカーがある。コマース通りのパーゴラには、開拓者コックウェル一族を説明するマーカーがある。両方のパーゴラ付近にある杉板のフェンスは、もともと周囲の物件からディーリー・プラザを隔てていたもので、1988年にフェンスが復元されたブライアン・パーゴラの地点が最も良い保存状態である[3]:7,8。

- エルム、メイン、コマースという3つの通りがまとまるディーリー・プラザ西端にあるトリプル・アンダーパス - この未塗装コンクリートの鉄道橋は、ディーリー・プラザの他のオリジナル施設と共に公共事業促進局によって建設された。アールデコ様式の施設は、公園内の他の建造物を連想させる正方形のバラスターと四角柱が特徴である[3]:6。

貢献的財産の造形物
- ディーリー彫像（サウス・ヒューストン通り101番地）- このプラザの名にちなんだジョージ・ディーリー（英語版）の肖像であるディーリー彫像は、メイン通り南側のプラザ入口でヒューストン通り沿いにある。このブロンズ像は1949年にオベリスク（当初はメイン通り北側に現存するオベリスクと対をなしていた）と置き変わった。この彫像は、1948年にフェリックス・デ・ウェルダンによって彫刻され、背の高い赤色花崗岩の台座の頂部に据えられている。彫像の後ろには赤色花崗岩の石板があり、北側オベリスクの後ろにあるケネディのマーカーと外観が同一である浅浮き彫りブロンズ板が4つある。この板にはディーリーの専門的で地域社会的な業績が記されている[3]:6-7。

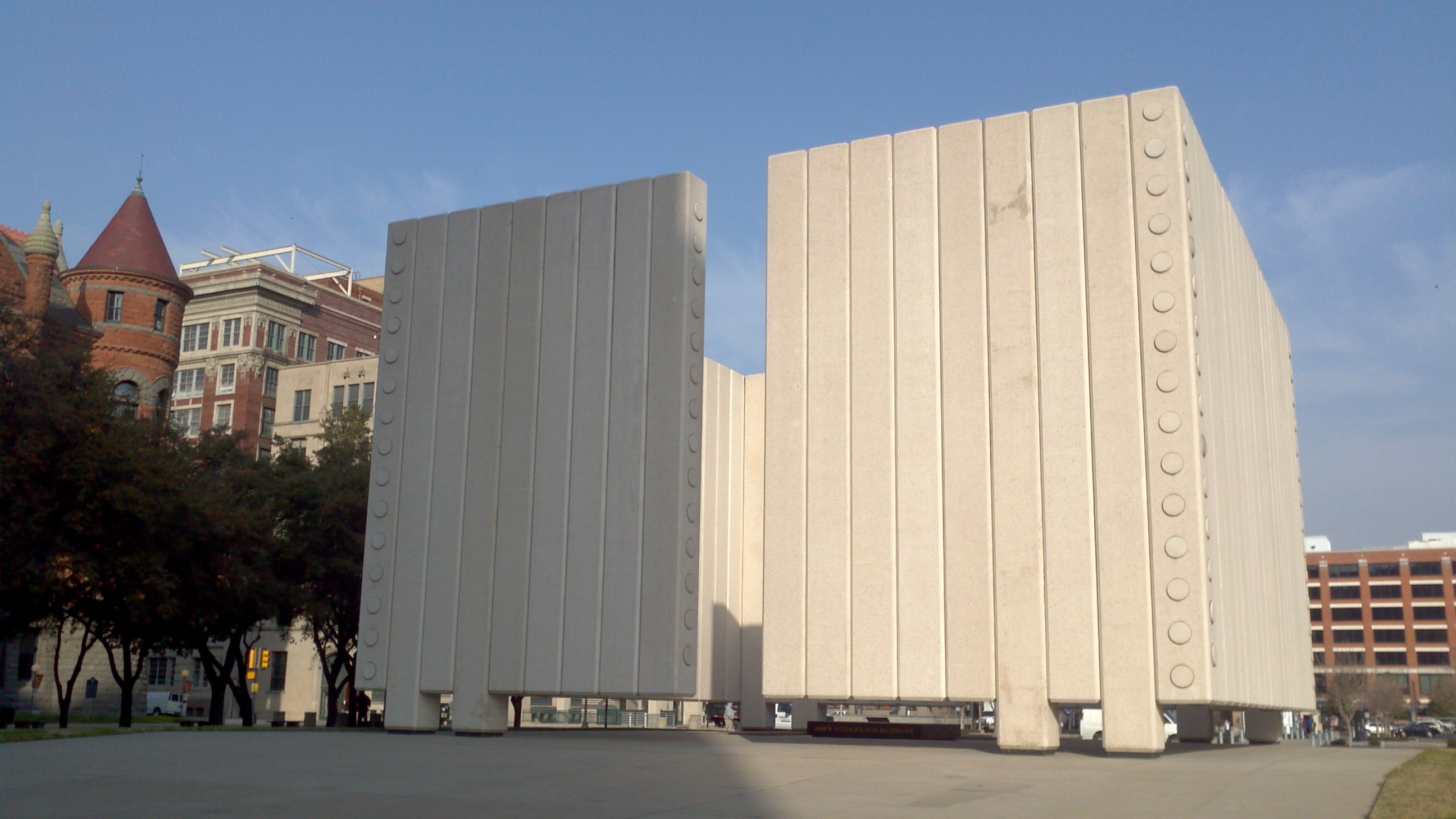
ケネディ記念碑

- ジョン・F・ケネディ記念碑（英語版）と同記念広場（メイン通り600番地）- ジョン F. ケネディ記念広場は、メイン通りとコマース通りの間でサウス・マーケット通りの西にある。1969年の記念碑は、以前のレコード通り閉鎖のため旧郡裁判所と共有する二続きブロックの東半分にある広場の中央に置かれている。この記念広場は地下駐車場の上にあり、記念碑の周りには木々やベンチがある。ケネディ記念碑は建築家フィリップ・ジョンソンによって設計された慰霊碑で、50 x 50フィート（15m四方）の空間を垂直な30フィート（9.1m）のコンクリート壁で囲んだような外観が特徴である（右の画像を参照）。2つの狭い出入口が、北と南の壁の中央にその頂まで延びている。記念碑の中心には、8フィート（2.4m）の正方形をした黒色花崗岩の石台があり、大統領の名前が金で彫り込まれている[3]:26。

ディーリー・プラザおよび寄与する全てのビル建造物はウェスト・エンド歴史地区(NRHP #78002918, 1978年。ダラス史跡歴史地区#H/2, 1975年）の一部であり、地区境界の外側にある米国郵便局ターミナル別館が唯一の例外である。 ケネディ記念広場は、暗殺当時には存在しておらず暗殺地点の見える場所にもない唯一の貢献的財産である:11-14。
貢献的財産ではないビル
- テキサス教科書倉庫に隣接するノース・ヒューストン通りの、シックス・フロア博物館案内所ビル - この案内所はパシフィック・アベニューに向かってノース・ヒューストン通りに沿って伸びる、教科書倉庫北側にある1階建てレンガ造りのビルである。1989年に建設されたこのビルは、教科書倉庫の材料や建築要素を模倣して設計されており、石とガラスの連結通路でそこと繋がっている。自立したレンガのエレベータータワーが、案内所と倉庫ビル内のシックス・フロア博物館をつないでいる。この建物は暗殺地点から見えないが、グラシー・ノールを見下ろす屋外ポーチがある[3]:17。

- 信号塔の東にあるパシフィックアベニュー付近の鉄道事務所や倉庫- これは1930年から1950年のある時点に建てられた旧建物の解体後に、同じ場所へ1989年に建設された小さな1階建てレンガ造りのビル[3]:24。以前の建築物は適性ありとしてリスト掲載されていたが、ウエスト・エンド地区内における貢献的財産ではなくなった[6]:12。

## 歴史

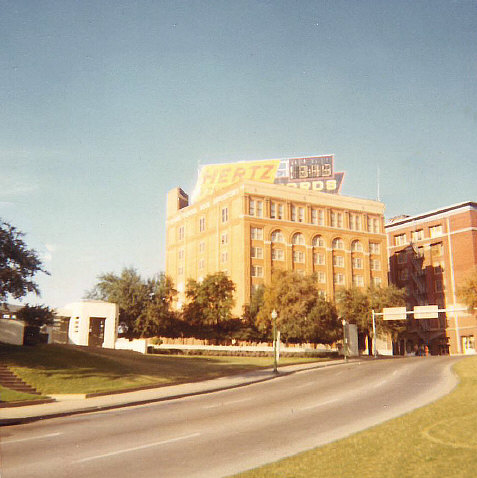
1969年のディーリー・プラザ。奥にテキサス教科書倉庫が見える

ディーリー・プラザは、ダラスの慈善家で女性実業家のサラ・ホールトン・コックウェルによって寄贈された土地に建てられた。そこはダラスに建設された最初の家の場所であり、また最初の裁判所と郵便局、最初の店舗、最初の共済ロッジにもなった。そこは「ダラスの発祥地」と呼ばれることが時々ある。1940年、このプラザは公共事業促進局の事業としてダラス市ダウンタウンの西端に完成し、その場所は鉄道橋の下を通るために3つの通り（メイン通り、エルム通り、コマース通り）が集まってくる「トリプルアンダーパス」として、この地域では知られていた。
このプラザは、同地域の活性化運動に取り組んだ市民指導者でダラス・モーニングニュース紙の初期出版者ジョージ・バナーマン・ディーリーにちなんで名づけられた。同プラザの概要を記した記念碑はかつての著名なダラス住民を称えるもので、ジョンF・ケネディ大統領の来訪よりも何年も前に建てられている。慰霊碑の形でケネディ大統領を称える記念碑は、1ブロック先にある。

## ジョン・F・ケネディ暗殺

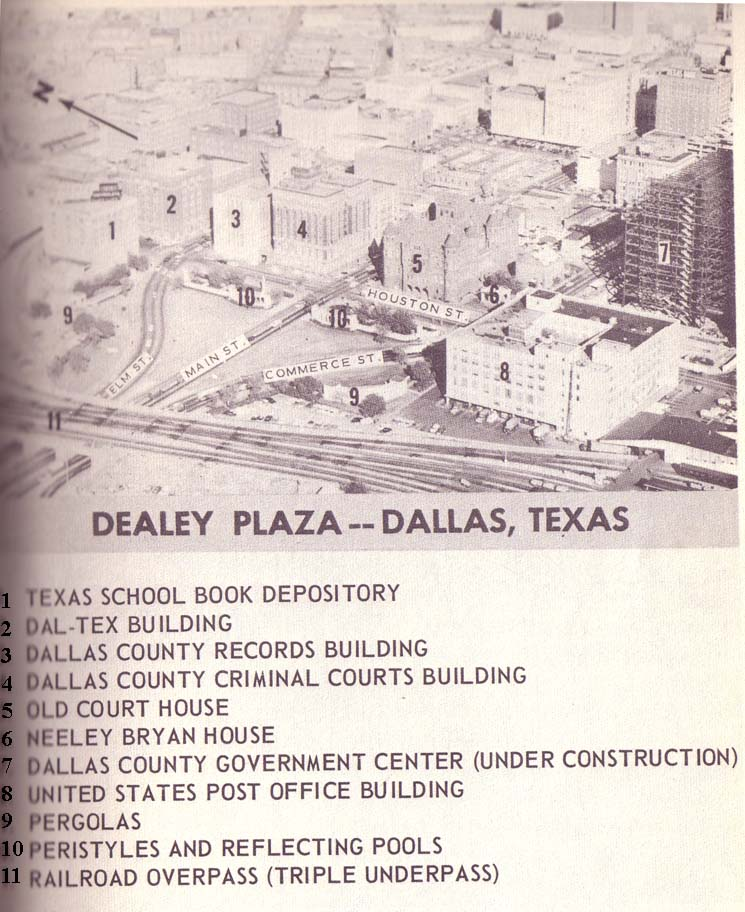
ウォーレン委員会によるプラザの図解

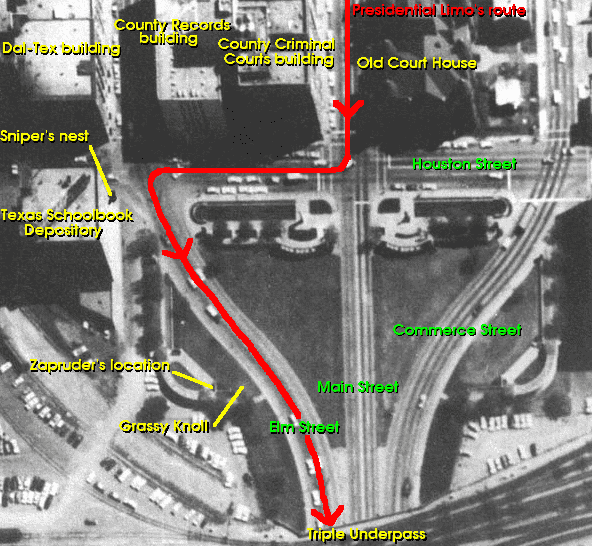
大統領のモーターパレードの経路（赤）。北の方角はほぼ真左。

ディーリー・プラザは、南・東・北側の境界を100フィート超（30m超）の高いビルと接している。それら建物のうち1つが旧テキサス教科書倉庫であり、リー・ハーヴェイ・オズワルドはここからライフル銃を撃ってケネディ大統領を殺害したと、ウォーレン委員会および下院暗殺事件調査特別委員会は結論付けた。
またプラザの北西側には芝生の丘（グラシー・ノール）がある。プラザの西側境には鉄道橋の下をくぐるトリプル・アンダーパスがあり、凶弾が撃たれた後にパレード車は大急ぎでそこへと走った。 

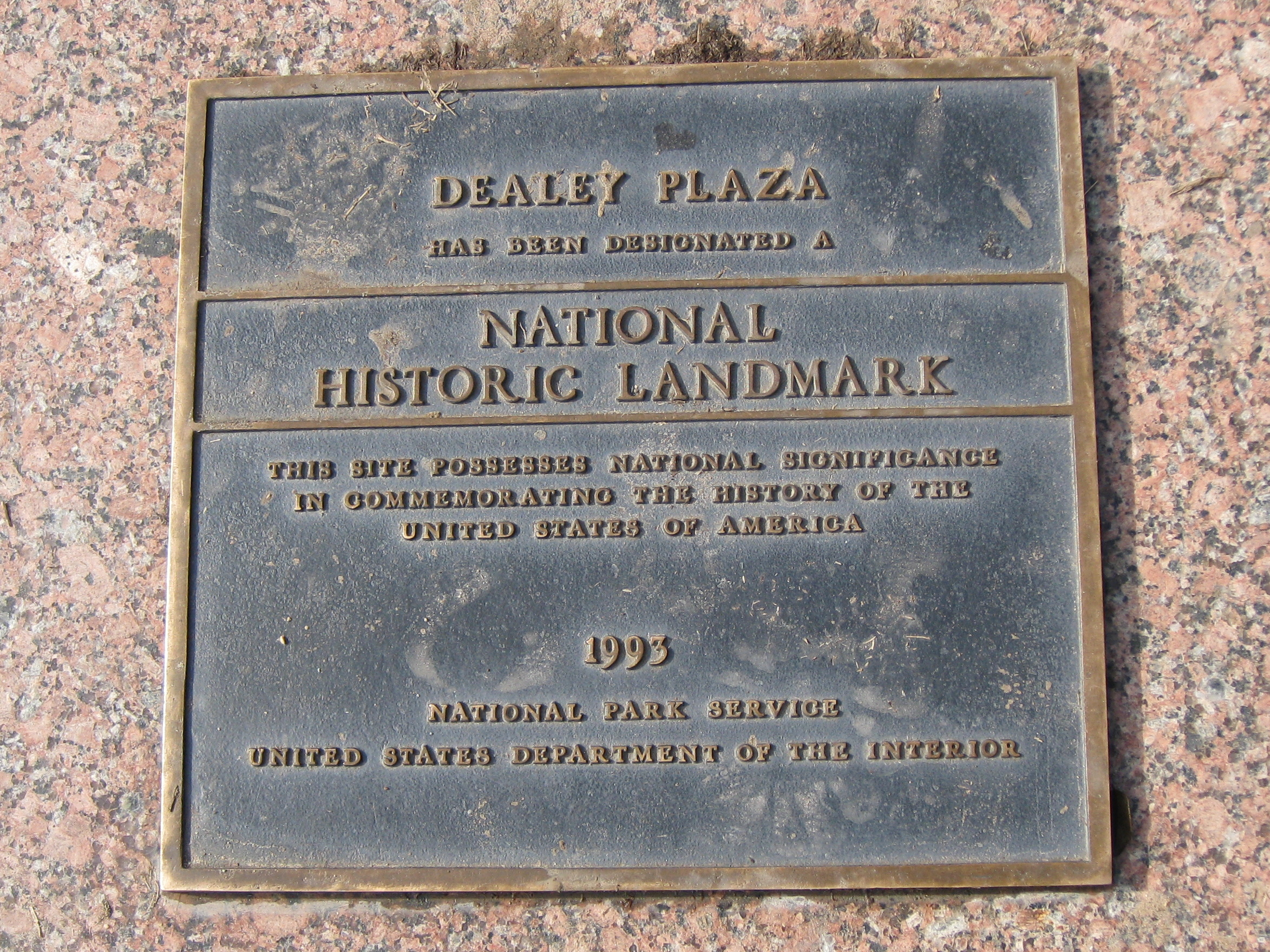
ディーリー・プラザにあるアメリカ合衆国国定歴史建造物の銘板

今日では、観光客がほぼ毎日このプラザを訪れている。シックス・フロア博物館は今や旧教科書倉庫7階建ての最上部2階を占めている。1989年以来、600万人以上の人々がこの博物館に来訪している。 
国立公園局は1993年にディーリー・プラザをアメリカ合衆国国定歴史建造物地区に指定した。大まかに言うと、それはパシフィックアベニュー、マーケット通り、ジャクソン通り、旧鉄道路線の間に囲まれた地域である。そのため、どの重要物も取り壊されておらず、隣接地域への再建もされていない（暗殺を記した小さな銘板がプラザに設置されている）。
今日のディーリー・プラザ訪問者は1963年に使用されていた街灯や街道の標識を見ることになる、とはいえ一部は別の場所に移され、一部は完全に取り外されている。広場に隣接して取り囲んでいる建物は1963年以来変更されておらず、その存在感は背後に浮かび上がるダラスの超近代的なビル景色と全く対照的である。
半世紀以上にわたって、エルム通りは幾度か再舗装されている。通りの車線は変更され、歩道の街灯柱は移動・追加され、樹木や茂みや生垣が成長した。一部の交通標識の場所が変更、移設または撤去された。2003年後半、ダラス市はディーリー・プラザを1963年11月22日の外観そっくりに復元するための建設プロジェクト計画を承認した。ヒューストン通り沿いの修復と配管工事に70万ドルを費やした修復作業の第1段階は2008年に完了した。

## グラシー・ノール

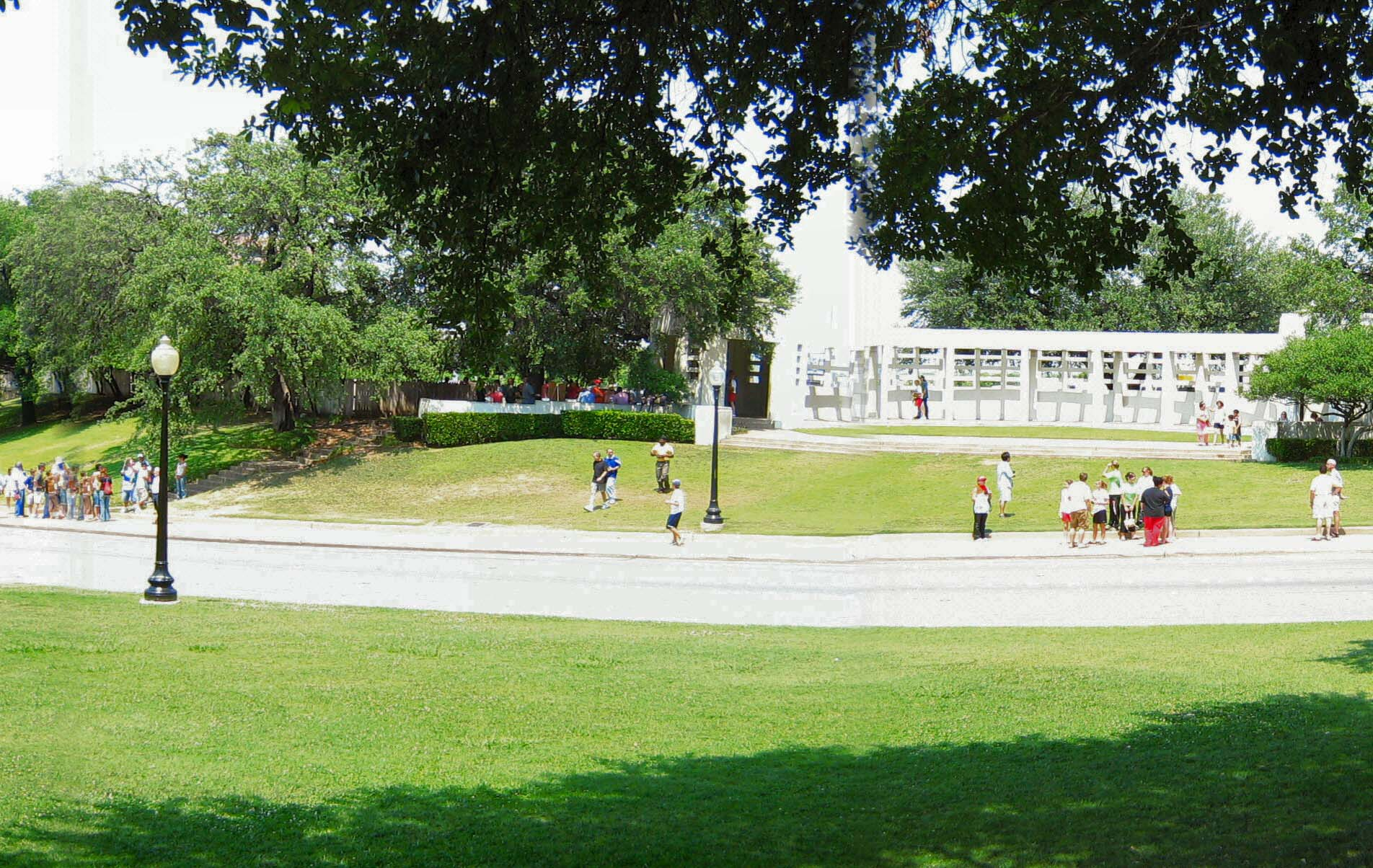
エルム通りの北にある、芝生の丘グラシー・ノールとブライアンのパーゴラ

グラシー・ノールは、ジョン・F・ケネディ暗殺事件が起こったのちに有名になった、プラザ内にある傾斜した小さな丘である。

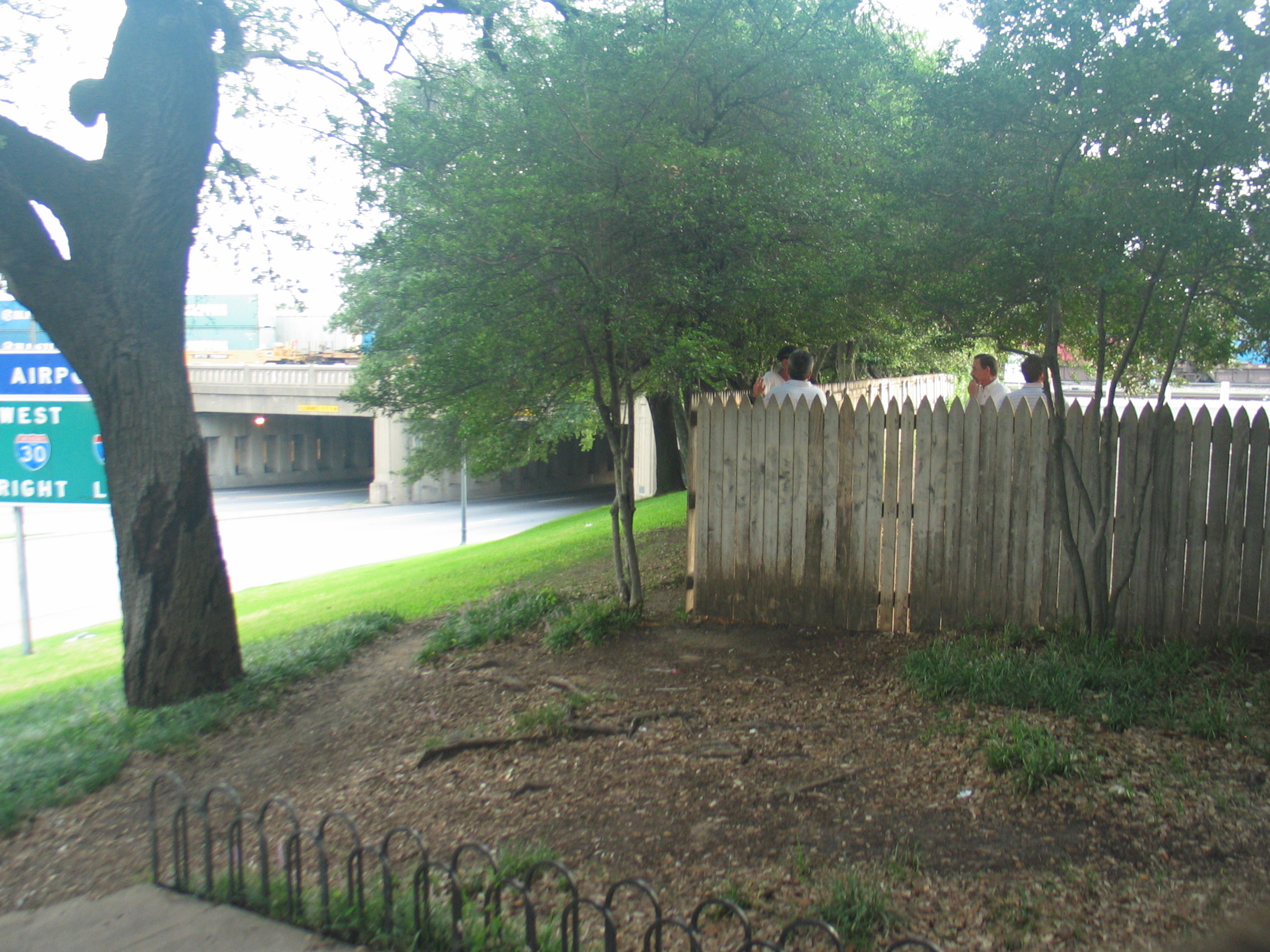
グラシー・ノールの頂にある木製杭のフェンスおよびトリプルアンダーパスと高速道路標識。標識はザプルーダー・フィルムで見られるのと同じく暗殺当時の「Fort Worth Turnpike Keep Right（フォートワース有料道路、右側通行）」となっている。この丘は、別の射撃手が立っていたと多くの陰謀論者が信じている場所である。

1963年11月22日の暗殺時に、その丘はケネディの右上方向（西と北）にあった。このノース・グラシー・ノールは旧テキサス教科書倉庫に接していて、北東へのエルム通りの歩道に沿っており、南には歩道が、北と東には駐車場が、西にはコマース通りとメイン通りとエルム通りが集まるトリプルアンダーパスとその上に鉄道橋がある。
1963年11月22日のノース・グラシー・ノール付近には、数人の目撃者、3つの大きな交通標識、4本の歩道の街灯柱、2つの避難所を含むコンクリート構造物ジョン・ニーリー・ブライアンの北パーゴラ、物置小屋、各パーゴラ避難所につながる高さ1mのコンクリート壁があった。このほか、10本の背高で幅広で低く垂れ下がった樫の木、高さ1.5mの木材で直角に曲がる長さ約53.6mに及ぶフェンスの柵、道路縁石には6ヵ所の下水道開口部、それらの下水道マンホールとそこに相互接続している大きなパイプ、そして高さ0.6-1.8mの茂みや樹木や生垣が幾つかある。
「グラシー・ノール」という用語は、UPI通信社の記者メリマン・スミスがこの場所を説明するために最初に使ったもので、彼は自動車パレードに続く報道記者の「相乗り自動車（プールカー）」に乗っていて車両の無線電話を使った。銃撃からほんの25分後に車からの2回目の発信で、彼は「数名のシークレットサービス隊員が、発砲は自動小銃から大統領車両の右後部に向けて発射されたもので、恐らく警察が駆け込んだグラシー・ノールからだと考えた」と語った。これらの文言は、銃撃事件についての彼の2回目のニュース速報でCBSニュースの司会ウォルター・クロンカイトによって、国営テレビで繰り返された。
調査委員会や他の場所で公表された104人のディーリー・プラザ伝聞証人の報告書では、56人が倉庫あるいはヒューストンかエルム通りの交差点付近のどちらかから少なくとも一発の銃声を聞いたのを覚えている、との証言を残した。35人の証人は、グラッシーノールまたはトリプルアンダーパスのどちらかから少なくとも一発の射撃があった、との証言を残した。8人は他の場所から発射された銃声を聞いたと主張し、5人は銃撃が異なる2つの方向から発射されたと証言した。
長引く議論、回答済および未回答の質問、グラシー・ノールの役割に関する可能性のほかケネディ暗殺をめぐる陰謀論によって、「グラシー・ノール」という用語は英語圏で「疑惑、陰謀、隠蔽」を示す現代の俗語表現にもなっている。

## ギャラリー

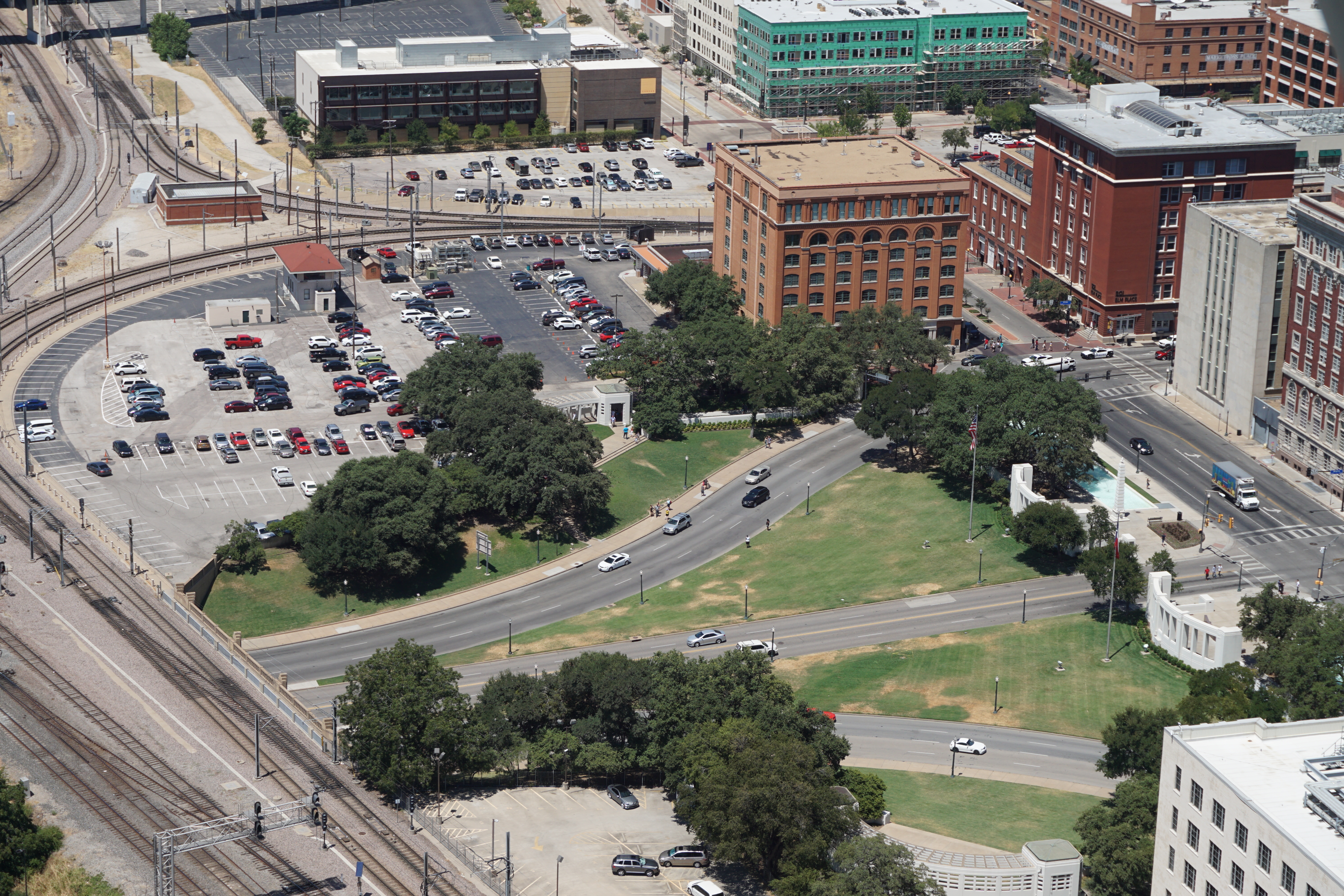
リユニオンタワー（英語版）から見たディーリー・プラザ（2015年）。テキサス教科書倉庫とグラシー・ノールが中央上に見え、7階建てのダルテックスビルとダラス郡レコードビルが右側にある。
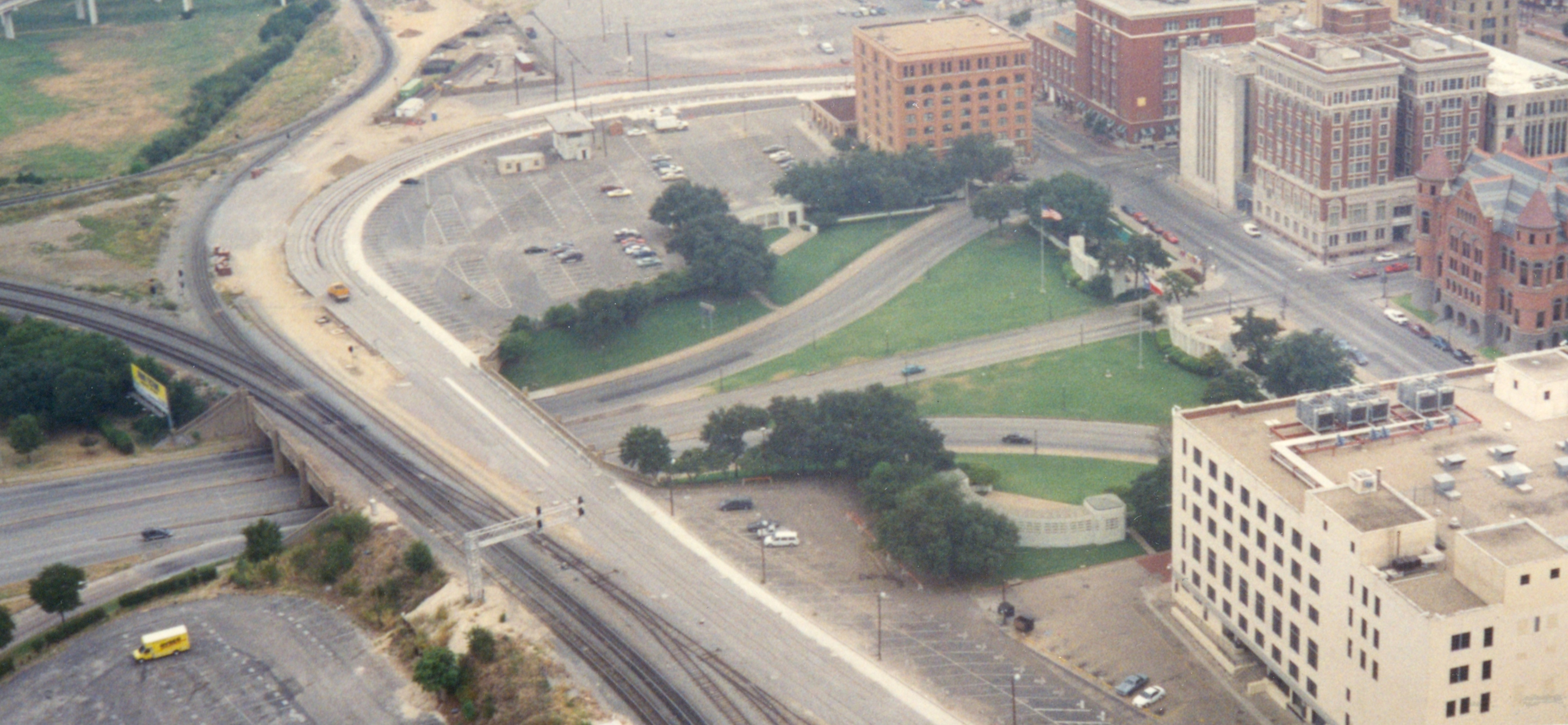
同じような角度から見たディーリー・プラザ（1990年代半ば）。右下にアールデコの連邦ビル別館ターミナル、赤色砂岩で作られた旧ダラス郡裁判所、そしてダラス郡刑事裁判所ビルはダラス郡レコードビルと隣接している。